# Loeches
Loeches – miasto w Hiszpanii we wspólnocie autonomicznej Madryt, 32 km od Madrytu. Położone jest na wschód od prowincji, pomiędzy Alcalá de Henares i Arganda del Rey, w naturalnym podregionie Alcarria de Alcalá. 